# 플라미니오역
플라미니오-피아자 델 포폴로 역(이탈리아어: Flaminio - Piazza del Popolo)는 로마 지하철 A선의 역으로, 1980년에 영업을 시작했다. 이 역은 플라미니오의 플라미니오 광장 내에 위치해 있으며 아우렐리아누스 성벽 바깥, 포폴로 광장과 캄푸스 마르티누스 근처에 있다.
역 근처에서 2번 트램이 플라미니오 광장과 스타디오 플라미니오, 파르코 델라 무시카 객석, 팔라체토 델라 스포츠, 스타디오 올림피코를 이어준다.
역의 입구 홀에는 파울 도라치오와 이두식이 만든 로마 아르테메트로 상 (Rome Artemetro Prize)의 모자이크가 있다.
플라미니오 역은 또한 로마 외곽으로 통하는 교외 철도인 로마-비테르보 선과도 환승 가능하다.

## 역 시설
플라미니오 역에는 다음과 같은 시설이 있다.
- 에스컬레이터 (지하)
- 매표소
- 역 감시카메라 (CCTV)

## 환승 시설
- A선
- 로마-비테르보 선

## 역 근처
- 보르게세 공원
- 포폴로 광장
- 포폴로 문
- 산타 마리아 델 포폴로 성당
- 핀초 언덕
- 비아 델 코르소
- 비아 델 바부이노
- 비아 마르구타
- 비아 디 리페타